# Марченко Григорій Якович
Григорій Якович Марченко (1911, місто Полтава Полтавської губернії, тепер Полтавської області — 1981) — радянський військовий діяч. Член Військової ради — начальник Політуправління Південної групи військ, генерал-майор. Депутат Верховної Ради УРСР 5-го скликання (1959—1963 рр.).

## Біографія
Член ВКП(б) з 1932 року.
У 1933—1935 р. — в Червоній армії. 3 1936 р. — знову в Червоній армії. Перебував на політичній роботі у військах.
Учасник німецько-радянської війни. У 1941 році служив старшим інструктором політичного відділу 5-ї повітряно-десантної бригади Південно-Західного фронту. У 1941—1943 р. — заступник начальника, начальник політичного відділу 13-ї гвардійської стрілецької дивізії. У червні 1943—1944 р. — начальник політичного відділу — заступник командира 6-ї гвардійської повітряно-десантної дивізії з політичної частини. У листопаді 1944—1945 р. — заступник начальника політичного відділу 46-ї армії.
У 1945—1947 р. — заступник начальника політичного відділу армії. У 1947—1948 р. — заступник начальника політичного управління Південної групи радянських військ. У 1948—1949 р. — начальник політичного відділу окремої механізованої армії.
У 1950—1951 р. — заступник головного військового радника в Корейській народно-демократичній республіці (КНДР).
У 1951—1954 р. — заступник начальника політичного управління Одеського військового округу.
У 1954—1957 р. — слухач Вищої військової академії імені Ворошилова.
У вересні 1957 — серпні 1958 р. — начальник політичного управління Забайкальського військового округу.
У 1958—1962 р. — член Військової ради — начальник політичного управління Південної групи радянських військ в Угорщині.
У 1962—1963 р. — старший інспектор Головного політичного управління Радянської армії і Військово-морського флоту.
У 1963—1966 р. — секретар партійного комітету КПРС Військово-політичної академії імені Леніна.
Потім — у відставці.

## Військове звання
- старший політрук
- старший батальйонний комісар
- підполковник
- полковник
- генерал-майор (18.02.1958)

## Нагороди
- орден Червоного Прапора (13.12.1941)
- два ордени Вітчизняної війни 1-го ступеня (28.09.1943, 24.04.1945)
- орден Червоної Зірки (29.12.1942)
- ордени
- медалі